# Seuchenhafter Spätabort der Schweine
Der Seuchenhafte Spätabort der Schweine (SSS) – Englisch: Porcine reproductive and respiratory syndrome (PRRS), Mystery swine disease (MSD), Swine infertility and respiratory syndrome (SIRS) und Porcine epidemic abortion and respiratory syndrome (PEARS) – ist eine Seuche des Schweins, die durch das PRRS-Virus verursacht wird.

## Ätiologie und Epidemiologie
Beschrieben wurde die Erkrankung erstmals 1987 in den USA und 1990 auch in Deutschland. In retrospektiven serologischen Studien in Kanada wurden Antikörper gegen das PRRS-Virus in Serumproben von 1979 nachgewiesen. Sie verläuft seuchenartig und führt zu hohen Verlusten in Schweinebeständen. Die Entstehung der Krankheit ist weitgehend unbekannt.

## Krankheitsbild

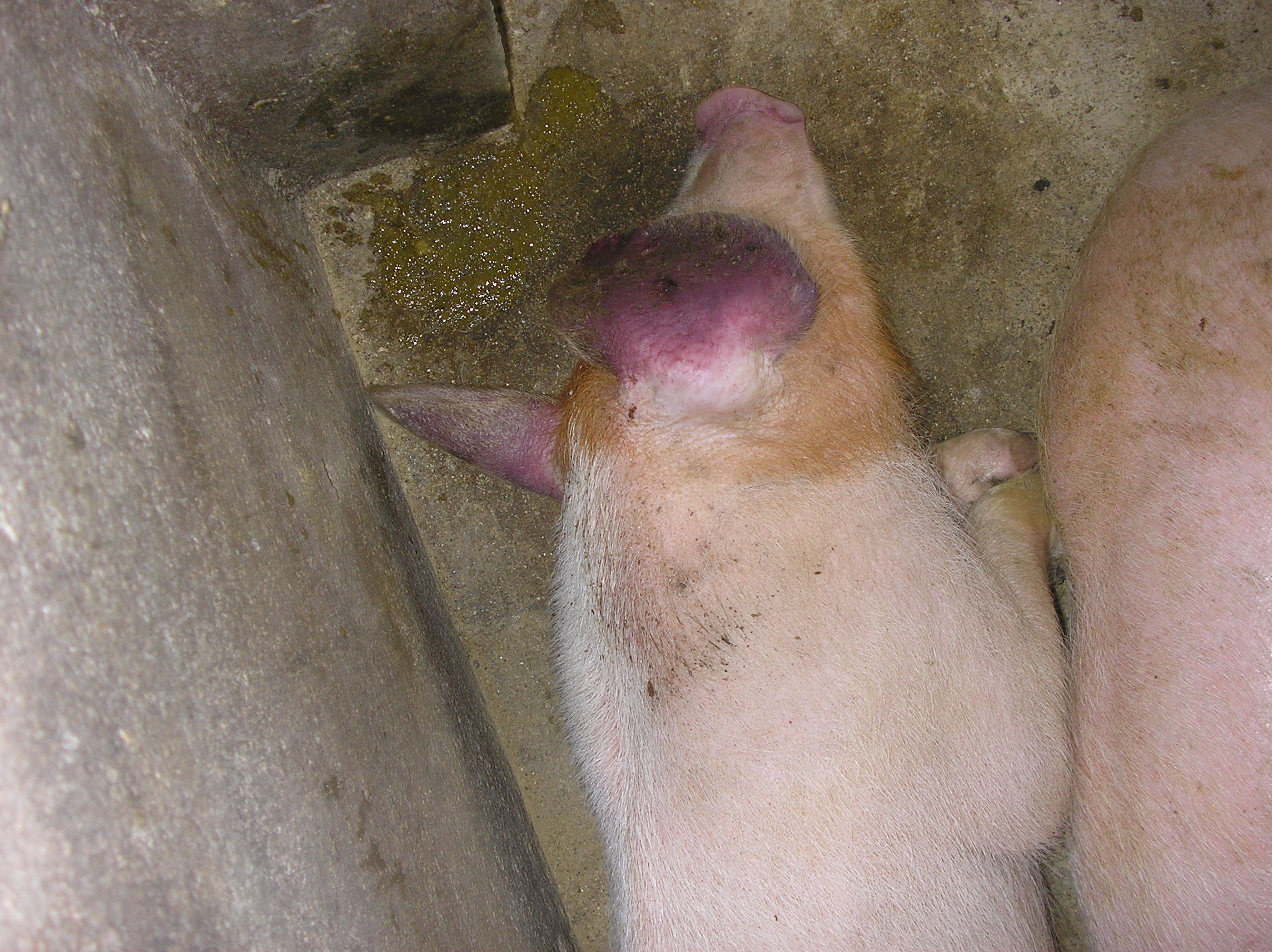
PRRS-infiziertes Schwein mit zyanotischen Ohren

Die Infektion der trächtigen Muttersauen verläuft meist unbemerkt. Symptome bei Sauen können auch nur eine wenige Tage anhaltende Störung des Allgemeinbefindens mit Fressunlust und mäßig erhöhter Körpertemperatur sein. Teils sieht man Blaufärbung (Zyanose) von Ohren, Zitzen, Hals oder Schulter, die sich später teilweise als Nekrosen in diesen Hautbezirken darstellen. Selten sind ein ausgeprägtes Ödem der Scham, Lähmungen der Hintergliedmaßen und noch seltener Todesfälle von Sauen.
Gravierender sind die Auswirkungen auf die Geschlechtsorgane der Sauen, die sich in der Verkürzung der Tragzeit um durchschnittlich eine Woche, eine verringerte Wurfgröße, die Geburt toter, mumifizierter oder lebensschwacher Ferkel oder Fruchtbarkeitsstörungen wie anormaler oder verzögerter Rausche auswirkt. Die genitale Verlaufsform existiert nur bei Erstlingssauen, bei der zweiten Trächtigkeit gibt es keine Symptomatik mehr.
Ferkel von während der Trächtigkeit infizierten Sauen zeigen Symptome wie Lebensschwäche und Unreife, Ödeme im Unterhautgewebe, Wasseransammlungen in Brust- und Bauchhöhle sowie im Herzbeutel, geschwürige Magenentzündung, fibrinöse Bauchfell-, Gelenks- oder Hirnhautentzündung und sehr selten interstitielle Lungenentzündung. Der Tod tritt meist innerhalb der ersten Lebenstage ein, die Verluste können bis zu 75 % betragen. Oft sterben gesund erscheinende Ferkel plötzlich mit Atemnot oder nervösen Störungen.
Erkrankte Ferkel, Absatzferkel und Läufer zeigen Atemwegserkrankungen, Hirnhautentzündung, Bindehautentzündung, Entwicklungsstörungen und Kümmern.

## Diagnostik
- Klinik
- pathologisch-anatomischer Nachweis
- histologische Untersuchung
- Antigennachweis in Gefrierschnitten der Lunge durch Immunfluoreszenz (IF) oder auch mAk
- Antigennachweis durch PCR aus Blut- und Gewebeproben. Dies erlaubt eine Differenzierung zwischen dem Europäischen und Amerikanischen Typ.
- Antikörpernachweis durch indirekte Immunfluoreszenz
- direkte Virusanzüchtung in Schweinelungenmakrophagen oder permanenten Affennierenzellen (MA-Zellen)

## Bekämpfung
Aus Empfehlungen für Maßnahmen zum Schutz gegen den Seuchenhaften Spätabort der Schweine des deutschen Bundesministeriums für Ernährung, Landwirtschaft und Forsten:
- Bestandssperren
- diagnostische Untersuchungen erkrankter und verendeter Tiere
- Reinigungs- und Desinfektionsmaßnahmen
- aktive Impfung

In der Schweiz ist CAE eine meldepflichtige Tierseuche der Bekämpfungsklasse 2 (Auszurottende Seuche).